# Vincent Mallié
Pour les articles homonymes, voir Mallié.
 (octobre 2018).
Si vous disposez d'ouvrages ou d'articles de référence ou si vous connaissez des sites web de qualité traitant du thème abordé ici, merci de compléter l'article en donnant les références utiles à sa vérifiabilité et en les liant à la section « Notes et références ».
Vincent Mallié, né le 24 avril 1973, est un auteur de bande dessinée français.

## Biographie
En 1992, il s'inscrit à un atelier de dessin, puis il étudie le graphisme. Il publie plusieurs albums à partir de 2010 chez les éditions Le Téméraire.
En 2010, il a reçu le Grand Prix du festival Des Planches et des Vaches pour l'ensemble de son œuvre[réf. nécessaire].

## Œuvre

### Albums
- Hong Kong Triad, dessins et scénario de Vincent Mallié et Joël Parnotte, Le Téméraire, collection Golem
  1. L'alibi (1998)
  2. La récompense (2000)
  3. Couvre-feu (2000)
- Les Aquanautes, dessins et scénario de Vincent Mallié et Joël Parnotte, Soleil Productions
  1. Physilia (2000)
  2. Le Container (2001)
  3. L'Alliance (2002)
  4. Le Diodon (2004)
  5. Les Otages (2006)
- L'Arche, scénario de Jérôme Félix, dessins de Vincent Mallié, couleur de Delphine Rieu et Stéphane Paitreau, Soleil Productions
  1. Projet Sherwood (2003)
  2. Frankenstein (2003)
  3. S.E.T.I.[1] (2005)
- Le Grand Mort, scénario de Régis Loisel et Djian, dessins de Vincent Mallié, Vents d'Ouest [2]
  1. Larmes d'abeille (2007)[3]
  2. Pauline… (2008)
  3. Blanche (2011)
  4. Sombre (2012)
  5. Panique (2014)
  6. Brèche (2015)
  7. Dernières migrations (2017)
  8. Renaissance (2019)
- La Quête de l'oiseau du temps, scénario de Régis Loisel et Serge Le Tendre, Dargaud
  1.  La Voie du Rige (2010)
  2. Le Chevalier Bragon (2013)
- Ténébreuse, tome 1 (dessin)[4], scénario de Hubert, couleurs de Tatti, Dupuis, coll. Aire libre, 2021 (ISBN 9791034746354)
- Ténébreuse, tome 2, Dupuis, 2022, 80p. (ISBN 9791034759644)

### Illustrations
- Ange & Démons, scénario d'Ange, dessins collectif, Soleil Productions, 2005  (ISBN 2-84946-315-9)
- Arsène Lupin[5], d'après Maurice Leblanc, Éditions margaux, 2021[6]

### Sketchbook
- Entre deux cases, éditions Caurette, 88 p., 2019  (ISBN 979-10-96315-37-6). Compilation de croquis et d’illustrations de Vincent Mallié.